# Fiebrigiella
Fiebrigiella es un género monotípico de plantas fanerógamas  perteneciente a la familia Fabaceae. Su única especie: Fiebrigiella gracilis Harms, es originaria de Sudamérica. Se distribuye por Bolivia y Perú.

## Taxonomía
Fiebrigiella gracilis fue descrita por Hermann Harms y publicado en Botanische Jahrbücher für Systematik, Pflanzengeschichte und Pflanzengeographie 42(1): 96–97. 1908.
Etimología
Fiebrigiella: nombre genérico nombrado en honor del botánico alemán Karl Fiebrig (1869 - 1951) que trabajó con las floras de Bolivia, Paraguay, Argentina, a principios del siglo XX.